# Thabiso Sekgala
Thabiso Sekgala (1981 – 15. října 2014) byl jihoafrický fotograf. Jeho práce se týkala „země, pohybu lidí, identity a pojmu domova“. Sekgalova fotografie vyšla v knize Paradise (2014) a posmrtně byla vystavena v Hayward Gallery v Londýně.

## Život a dílo
Sekgala se narodil v Sowetu, černošské čtvrti na předměstí Johannesburgu. Byl vychován svou babičkou v osadě poblíž Hammanskraalu, v tehdejším venkovském Bantustanu (neboli „domovině“) KwaNdebele, 40 km severně od města Pretorie.
V letech 2007 až 2008 studoval fotografii na škole Market Photo Workshop v Johannesburgu. Jeho fotografie byly, slovy Hannah Abel-Hirschové v British Journal of Photography, „spojeny zkoumáním pojmu domova a sociálních, politických nebo ekonomických podmínek, které mohou utvářet náš vztah k němu“.
V roce 2012 Sekgala a Philippe Chancel „odcestovali do Magopa, aby prozkoumali problém současné restituce půdy v takzvaných černých místech, z nichž byli černí Jihoafričané vyhoštěni v rámci programu „nuceného stěhování“ z éry apartheidu“. V roce 2013 žil v Kreuzbergu v Berlíně na ročním pobytu v Künstlerhaus Bethanien a absolvoval dvouměsíční pobyt v HIWAR/Durant Al Funun v Ammánu v Jordánsku.
Spáchal sebevraždu 15. října 2014 ve věku 33 let, několik měsíců po smrti své babičky. Měl syna a dceru. 

## Publikace

### Publikace s příspěvky Sekgala
- Shoe Shop. Johannesburg: Jacana, 2012. Editoval Marie-Hélène Gutberlet a Cara Snyman. ISBN 9781920196431. Zahrnuje "Kde je domov?" od Sekgala.[3][8]
- Peregrinate:Field notes on time travel and space. Jihoafrická republika: Goethe-Institut, 2013. Autor: Sekgala, Mimi Cherono Ng'ok a Musa N. Nxumalo.
- Recent Histories: Contemporary African Photography and Video Art. Göttingen: Steidl, 2017. ISBN 9783958293502. S esejí Daniely Baumannové. Vydáno u příležitosti výstavy v The Walther Collection, Neu-Ulm, Německo, 2017.

### Publikace od Sekgala
- Paradise (Ráj). Dortmund: Kettler, 2014. Editovali Nicola Müllerschön a Christoph Tannert.. S esejemi Simona Njamiho a Matthewa Alexandera Posta (Post Brothers). Katalog vydaný u příležitosti výstavy v Künstlerhaus Bethanien v Berlíně.[9]

## Samostatné výstavy
- Homeland, Market Photo Workshop, Johannesburg, 2011 [1]
- Tady je jinde, Hayward Gallery, Londýn, 2019. Fotografie z cyklů Homeland (2009–2011), Domácí (2012), Druhý přechod (2012), Běh, Ammán (2013) a Ráj (2013)[3][4][10][11][12][13][14]

## Ocenění
- 2010: Tierney Fellowship, New York City[1]